# Marianne Boblenz
Marianne Boblenz (* 6. April 1878 in Wolmirstedt; † Februar 1960 in Berlin) war eine deutsche Malerin und Grafikerin.

## Leben und Werk
Marianne Boblenz war Schülerin von Leo von König an der Mal- und Zeichenschule des Vereins der Künstlerinnen und Kunstfreundinnen Berlin. Sie lebte dann erst in Quedlinburg und ab 1910 mit ihrem Mann, dem Maler Maximilian Boblenz (1868–1936), in der Flakenstraße 15 in Erkner. Dort betrieben sie neben ihrer künstlerischen Arbeit „Ateliers für Retuschen und Malereien“.
Schon in der Zeit vor dem Ersten Weltkrieg war sie eine in Berlin anerkannte Malerin. So hieß es in einer Ausstellungs-Rezension 1913: „einige Porträts von … und Marianne Boblenz fallen auf“, und 1916 wurde sie „mit einem sehr guten Stillleben und einer tüchtigen Landschaft“ erwähnt.
Marianne Boblenz war Mitglied der Berliner Vereinigung Bildender Künstler, bis zu dessen Auflösung 1933 Mitglied des Reichsverbands bildender Künstler Deutschlands, 1915 bis 1942 des Vereins der Künstlerinnen und Kunstfreundinnen Berlin, des späteren Vereins der Berliner Künstlerinnen, und in der Zeit des Nationalsozialismus obligatorisch der Reichskammer der bildenden Künste.
Nach dem Ende des NS-Staats arbeitete sie in Erkner weiter als freischaffende Malerin, Grafikerin und Zeichnerin. Ihre häufigsten Bildmotive waren unspektakuläre Landschaften und Stillleben. Für 1956 ist der Ankauf mindestens eines ihrer Bilder durch den Kulturfonds der DDR belegt.
Das Ehepaar hatte vier Kinder.

## Werke (Auswahl)
- Blumenstillleben (um 1930, Öl, 48 × 42 cm)[5]
- Landschaft / Der Hof (vor 1932, Öl, 55 × 71 cm)[6]
- Der Bagger (Öl, 72 × 100 cm; 1949 auf der Ausstellung Mensch und Arbeit; Kunstarchiv Beeskow)
- Frau im Garten (1951, Öl)[7][8]
- Hausecke (1951, Öl)[9][7]
- Grüne Laube, Frühling (1952, Öl)[10][7]
- Tonne am Brunnen (1952, Öl)[11][7]
- Frühling (vor 1953, Öl, 75 × 90 cm)
- Der Flakensteg (1955, Öl)[12]

## Ausstellungen (unvollständig)

### Postume Einzelausstellung
- 2010: Erkner, Heimatmuseum (mit Maximilian Boblenz)

### Ausstellungsbeteiligungen
- 1913, 1916, 1925 und 1927: Berlin („Juryfreie Kunstschau“)
- 1931: Berlin, Schloss Bellevue (Große Berliner Kunstausstellung)
- 1941: Düsseldorf, Kunsthalle („Die deutsche Malerin und Bildhauerin“)
- 1941: Berlin, Goebbelsschule an der Parkaue („1. Kunstausstellung des Künstlerbundes Berlin-Ost und seiner Gäste aus der Ateliergemeinschaft Klosterstraße“; Verkaufsausstellung)
- 1942: Berlin, Schloss Schönhausen (Jubiläumsausstellung des Vereins der Künstlerinnen und Kunstfreundinnen Berlin)
- 1949: Berlin („Mensch und Arbeit“)
- 1952: Bautzen, Görlitz und Zittau (Wanderausstellung „Berliner Künstler“)